# Kloster Bon-Repos
Notre-Dame-de-Bon-Repos (bretonisch abati an Diskuizh Mat) ist die beachtliche Klosterruine einer im 12. Jahrhundert unter dem Patrozinium Sanctae Maria da Bona Requie gegründeten ehemaligen Zisterzienserabtei. Sie liegt im Ort Saint-Gelven im westfranzösischen Département Côtes-d’Armor in der Region Bretagne, rund 25 Kilometer nordwestlich von Pontivy, im Tal des Blavet und im Wald von Quénécan.

## Geschichte
Das 1184 von Alain III. de Rohan, dem Vicomte de Rohan, und seiner Gattin Constance de Penthièvre gestiftete Kloster war ein Tochterkloster von Savigny und gehörte damit zur Filiation der Primarabtei Clairvaux. In der Krypta wurden dreizehn Vicomtes de Rohan und mehrere Gemahlinnen der Rohans bestattet. Das Kloster besaß zahlreiche Grangien. Die bis ins 16. Jahrhundert blühende Abtei fiel im 16. Jahrhundert in Kommende. Erst unter dem Abt Philippe Alexandre de Montault Saint-Genies Navaille erlebte sie ab 1683 wieder einen Aufschwung. In der französischen Revolution wurde die Abtei 1789 von den verbliebenen vier Mönchen verlassen, im Folgejahr aufgelöst und in eine Leinwandfabrik umgewandelt. 1796 wurde sie von den aufständischen Chouans besetzt und in Brand gesetzt. Im Jahr 1932 wurden Sträflinge in die Abtei verlegt, die den Kanal von Nantes nach Brest gruben. Nach 1850 dienten die Gebäude als Steinbruch. 1986 hat sich eine Gesellschaft zur Erhaltung des Klosters gebildet und zunächst Aufräumungs- und Sicherungsarbeiten durchgeführt.

## Bauten und Anlage

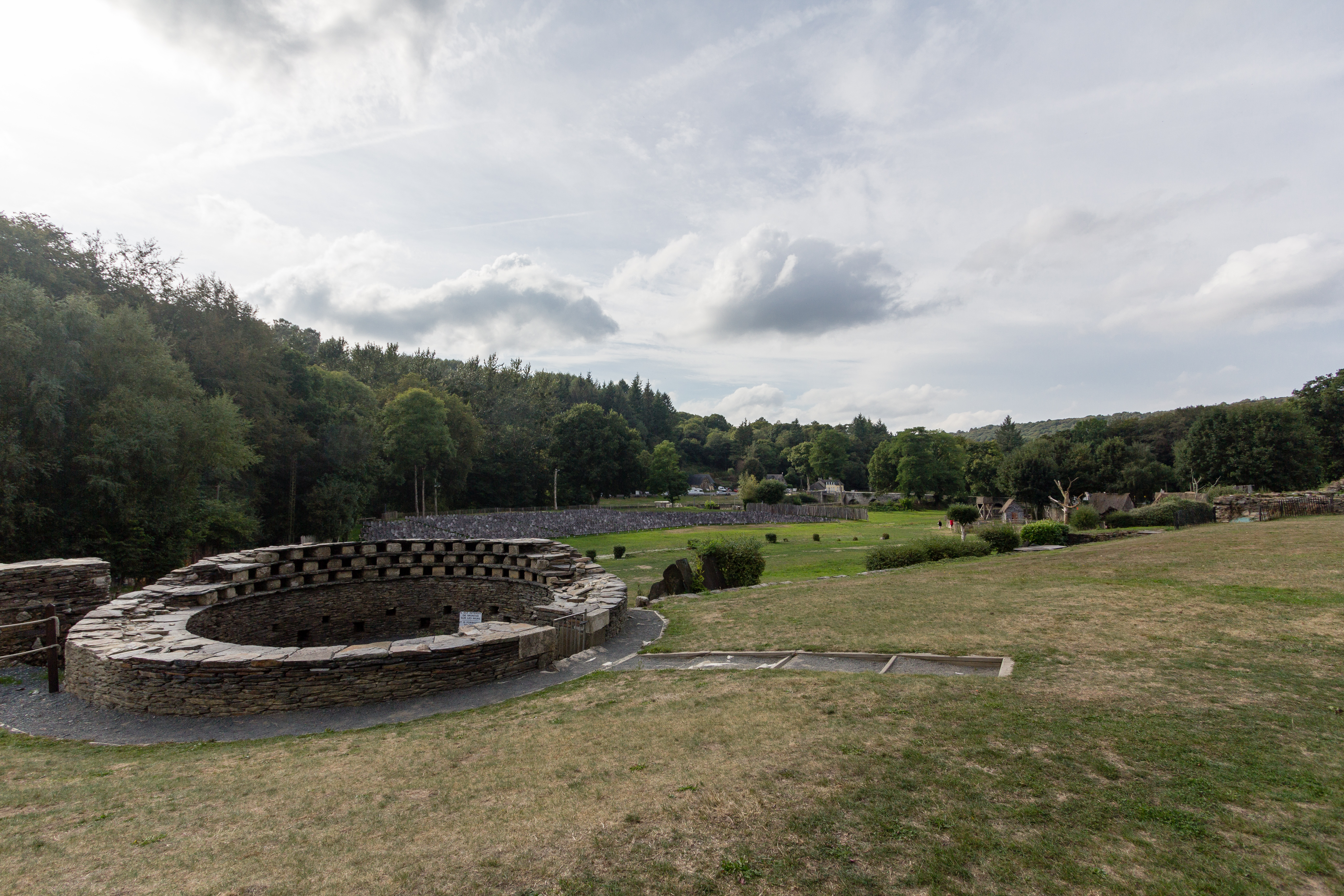
Reste des Taubenhauses

Erhalten sind das Torhaus mit seiner gewölbten Durchfahrt aus dem 13./14. Jahrhundert sowie eine nüchterne, ruinöse quadratische Anlage aus dem 17./18. Jahrhundert. Vom Kreuzgang ist eine Arkade erhalten geblieben; neuerdings ist er teilweise rekonstruiert worden. Auch die Kirche aus dem 13. Jahrhundert mit halbrunder Apsis, einem Querhaus mit je zwei Kapellen im Osten und einschiffigem Langhaus ist rudimentär erhalten (Chorsüdseite und Teile der Vierung und des Querhauses). Erhalten sind auch die Fundamente eines Taubenhauses. Die Kirche von Quilio besitzt verschiedene Ausstattungsgegenstände, ebenso das Kloster Boquen.